# ديفين راتراي
ديفين راتراي (بالإنجليزية: Devin Ratray)‏ هو منتج أفلام وكاتب سيناريو وممثل أمريكي، ولد في 11 يناير 1977 بنيويورك في الولايات المتحدة.

## أعمال

### أفلام
- (1990) وحيد في المنزل[3][4][5]
- (1992)  ضائع في نيويورك[6][7][8]
- (2004) الأمير وأنا[9]
- (2009) بدائل[10][11]
- (2013) آثار جانبية[12][13]
- (2013) أر. أي. بي. دي
- (2013) خراب أزرق[14]
- (2013) نبراسكا[15]
- (2015) عقول مدبرة

### مسلسلات
- ذا غود وايف

## وصلات خارجية
- ديفين راتراي على موقع IMDb (الإنجليزية)
- ديفين راتراي على موقع روتن توميتوز (الإنجليزية)
- ديفين راتراي على موقع ألو سيني (الفرنسية)
- ديفين راتراي على موقع أول موفي (الإنجليزية)
- ديفين راتراي على موقع قاعدة بيانات الأفلام السويدية (السويدية)
- ديفين راتراي على موقع قاعدة بيانات الفيلم (الإنجليزية)
- ديفين راتراي على موقع كينوبويسك (الروسية)